# Cryptophagus okalii
Cryptophagus okalii là một loài bọ cánh cứng trong họ Cryptophagidae. Loài này được Reska miêu tả khoa học năm 1982.